# Acalolepta pseudaurata
Acalolepta pseudaurata är en skalbaggsart som först beskrevs av Stefan von Breuning 1936.  Acalolepta pseudaurata ingår i släktet Acalolepta och familjen långhorningar. Inga underarter finns listade i Catalogue of Life.